# (2134) Dennispalm
(2134) Dennispalm (1976 YB) ist ein Asteroid des mittleren Hauptgürtels, der am 24. Dezember 1976 von Charles Thomas Kowal am Palomar-Observatorium entdeckt wurde.

## Benennung
Der Asteroid wurde nach C. Dennis Palm (1945–1974), einem Nachtassistenten und aktiven Amateurastronomen am Palomar-Observatorium benannt.